# Остерби (Шлезвиг-Фленсбург)
Остерби (нем. Osterby) — община в Германии, в земле Шлезвиг-Гольштейн.
Входит в состав района Шлезвиг-Фленсбург. Подчиняется управлению Шаффлунд. Население составляет 341 человек (на 31 декабря 2010 года). Занимает площадь 12,35 км².